# Salapoumbé
Salapoumbé est une commune du Cameroun située dans la région de l'Est et le département du Boumba-et-Ngoko.

## Population
Lors du recensement de 2005, la commune comptait 17 240 habitants, dont 2  2 947 pour Salapoumbé proprement dit.

## Structure administrative de la commune
Outre Salapoumbé proprement dit, la commune comprend les localités suivantes :
- Bela
- Koumela
- Libongo
- Lokomo
- Mikel
- Momboué
- Ngolla 120
- Tembe-Piste